# Vườn quốc gia Gorkhi-Terelj
Vườn quốc gia Gorkhi-Terelj (tiếng Mông Cổ: Горхи-Тэрэлж [ɡɔrxi tɛrɛɮʃ], creek-rhododendron) là một vườn quốc gia của Mông Cổ. Nó nằm cách trung tâm thành phố Ulaanbaatar 37 km. Trung tâm du lịch của vườn quốc gia nằm tại quận Nalaikh của đô thị Ulaanbaatar, trong khi khu vực bảo tồn nằm tại phía bắc sông Terelj thuộc tỉnh Töv.
Vườn quốc gia có một số điểm tham quan như hồ băng Khagiin Khar, suối nước nóng Yestii, một tu viện Phật giáo cùng với nhiều thành tạo đá tự nhiên. Sông Tuul chảy qua vườn quốc gia. Gorkhi-Terelj là nơi trú ẩn của loài gấu nâu cùng 250 loài chim.